# SMS Elbing
Az SMS Elbing a Kaiserliche Marine egyik könnyűcirkálója volt az első világháborúban. Eredetileg a cári haditengerészet rendelte meg Admiral Nevelszkoj néven a danzigi Schichau-Werkétől, de az első világháború 1914 augusztusi kitörésekor az épülő hajót lefoglalták és az év novemberében Elbing néven bocsátották vízre. Egyetlen testvérhajója a Pillau volt. 1915 szeptemberében a Nyílt-tengeri Flotta (Hochseeflotte) kötelékébe került.
Mindössze két hadműveletben vett részt a háború során. Az első a Yarmouth és Lowestoft elleni rajtaütés volt 1916 áprilisában, ahol rövid tűzharcot vívott a brit könnyű egységekkel (a Harwich Force-szal). Egy hónappal később részt vett a skagerraki csatában, ahol az első találatot jegyezhette. A zavaros éjszakai harcokból erősen kivette részét, majd röviddel éjfél után a Posen csatahajó véletlenül belerohant, nagy lyukat ütve a hajótesten. A betörő víz üzemképtelenné tette a hajtóműveket és a generátorokat. A mozgásképtelenné vált cirkálót a hajón maradt legénysége süllyesztette el brit rombolók felbukkanásakor.

## Tervezése
Az Elbinget az Orosz Cári Haditengerészet rendelte meg Admiral Nevelszkoj néven a danzigi Schichau-Werke hajógyártól. Gerincét 1913-ban fektették le, de 1914. augusztus 5-én lefoglalták és az Elbing nevet adták neki. 1914. november 24-én bocsátották vízre és 1915. szeptember 4-én került a Nyílttengeri Flotta (Hochseeflotte) állományába. A hajó teljes hossza 135,3 m, szélessége 13,6 m, merülése elől 5,98 m volt. Vízkiszorítása 5252 t volt teljes terhelés mellett. Két Marine gőzturbináját hat széntüzelésű és négy olajtüzelésű Yarrow-gőzkazán látta el gőzzel, aminek révén 30 000 lóerő leadására voltak képesek. A turbinák két 3,5 m átmérőjű hajócsavart hajtottak meg és ezekkel 27,5 csomós maximális sebességet értek el. Üzemanyagkészletét 620 t szén és 580 t olaj alkotta. Hatótávolsága 12 csomós sebesség mellett kb. 8000 km (4300 tengeri mérföld) volt. Az Elbing személyzetét 21 tiszt és 421 sorállományú katona adta, melyhez háborús körülmények között továbbiak jöttek.
Az orosz megrendelésben a fő fegyverzet 13 cm-es ágyúkból állt volna, de ezek helyett nyolc 15 cm űrméretű, 45 kaliberhosszúságú gyorstüzelő ágyút kapott, melyeket körbeforgatható lövegtalpakon helyeztek el. A lövegek közül kettő a hajó elején egymás mellett, kettő-kettő a hajó két oldalán középen, a felépítmények két oldalán, kettő pedig egymás mellett a hajó hátsó részén lett elhelyezve. A fegyverzetéhez tartozott még négy 5,2 cm-es, 55 kaliberhosszúságú gyorstüzelő ágyú, de ezeket később két 8,8 cm-es, 45 kaliberhosszúságú légvédelmi ágyúra cserélték. A két 50 cm-es torpedóvető csöve a fedélzeten kapott helyet. A cirkáló alkalmas volt 120 akna szállítására és telepítésére. A parancsnoki tornyának páncélzata oldalt 75 mm, teteje 80 mm vastag volt. A fedélzetet a legjobban védett részeken 80 mm vastagságú páncélzat borította.

## Szolgálata

### Yarmouth és Lowestoft elleni rajtaütés
Átadását követően az Elbing a II. felderítőcsoporthoz (Aufklärungsgruppe II) került, mely egység rendszerint az I. felderítőcsoport csatacirkálóival tevékenykedett együtt. Első harci bevetése a Yarmouth és Lowestoft elleni rajtaütés volt 1916. április 24-25-én. Lowestoft megközelítésekor az Elbing és a  Rostock 04:50-kor észlelte a Harwich Force délről közelítő kötelékét (3 cirkálót és 18 rombolót). A támadást vezető Friedrich Boedicker ellentengernagy előbb a célpontok lövetésének folytatására adott utasítást, míg az Elbingnek és a másik öt könnyűcirkálónak a harwichiakkal kellett megküzdeniük. 05:30 körül a német és brit könnyű erők főként nagy távolságból egymásra tüzelve harcba bocsátkoztak egymással. A csatacirkálók 05:47-kor érkeztek a helyszínre, mire a britek nagy sebességgel visszavonultak. A térségben tevékenykedő ellenséges tengeralattjárókról érkező üzenet után Boedicker megszakította az összecsapást, hajói eddig egy könnyűcirkálót és egy rombolót rongáltak meg.

### Skagerraki csata
1916 májusában Reinhard Scheer tengernagy, a Hochseeflotte parancsnoka ismét megpróbálta a Grand Fleet egy kisebb részét harcra kényszeríteni és a teljes flottája elé csalogatva megsemmisíteni. Az Elbing a II. felderítőcsoportnál maradt, mely az újabb akció során ismét az I. felderítőcsoportot támogatta. A felderítőcsoportok Franz Hipper altengernagy vezetésével május 31-én 02:00-kor hagyták el a Jade-öblöt és a Skagerrak felé vették az útjukat. A flotta zöme a csatahajókkal másfél órával később követte őket.
15:00-kor az Elbingről észlelték az N. J. Fjord dán gőzöst és két rombolót küldtek az ellenőrzésére. Két brit könnyűcirkáló, a Galatea és a Phaeton is hasonló szándékkal közelített a semleges gőzös felé. A német rombolókat észlelve 15:30 előtt tüzet nyitottak. Az Elbing a rombolók támogatására indult és 15:32-kor tüzet nyitott a támadókra és már az első sortüzével találatot ért el a Galateán, de a lövedék nem robbant fel. A britek északi irányba tértek ki az 1. csatacirkálórajuk (1st Battlecruiser Squadron) irányába, miközben az Elbing továbbra is tűz alatt tartotta őket nagy távolságból. A harcban támogatta a Frankfurt és testvérhajója, a Pillau is, de 16:17-kor be kellett szüntetniük a tüzelést, mivel a britek lőtávolságukon kívülre kerültek.
Körülbelül negyed órával később a három cirkáló tüzet nyitott az Engadine repülőgép-anyahajóról indított hidroplánra, de találatot nem tudtak elérni rajta. A repülőgépnek hajtóműproblémák miatt azonban meg kellett szakítania bevetését és leszállva jelentette a német erők jelenlétét, mely információ nem jutott már el a csatacirkálókat vezető David Beatty tengernagyhoz. A három cirkáló visszatért a német formáció élén elfoglalt helyére.
18:30 körül az Elbing és a II. felderítőcsoport többi tagja összefutott a Chester könnyűcirkálóval és számos találatot értek el rajta. Ahogy az egymással harcoló cirkálókötelékek elszakadtak egymástól, Horace Hood ellentengernagy három csatacirkálója célba vette a németeket. Zászlóshajója, az Invincible találatot ért el a Wiesbadenen és a géptermében felrobbanó lövedék mozgásképtelenné tette a hajót. Az Elbing és a Frankfurt kilőtt egy-egy torpedót a csatacirkálókra, de egyik sem talált. Az Elbinget rövid ideig tűz alá vették a csatacirkálók nagy távolságból, kárt nem okoztak benne. 20:15 körül az Elbing bal oldali hajtóműve a kazán kondenzátorán keletkezett lyuk miatt kiesett és ez a sebességét 20 csomóra korlátozta a következő négy órában.
A II. felderítőcsoport a Seydlitz és a Moltke csatacirkálókkal azt a feladatot kapta, hogy az éjszaka idejére a német csatavonal előtt vegyen fel pozíciót. A még mindig kazánproblémákkal küzdő Elbing nem tudott lépést tartani a többiekkel és így a IV. felderítőcsoporthoz sorolt be. 23:15-kor az Elbing és a Hamburg észlelte a Castor cirkálót és több rombolót. A britek azonosító fényjelzéseit használva 1000 méterre megközelítették őket, majd fényszóróikkal megvilágították őket és tüzet nyitottak. A Castort hét találat érte és lángba borult, ami után a britek kiváltak a küzdelemből. Eközben több torpedót is kilőttek az Elbingre és a Hamburgra. Az egyik torpedó az Elbing alatt haladt el, anélkül, hogy felrobbant volna. Míg ez az összetűzés tartott, a britek 2. könnyűcirkálóraja a helyszínre érkezve harcba bocsátkozott a németek IV. felderítőcsoportjával. Az Elbinget egy találat érte, mely tönkretette a rádiószobáját és végzett 4 fővel és megsebesített további 12-t.
Röviddel éjfél után a német flotta a brit csatavonal végén elhelyezett rombolókötelékek útját keresztezte. Az Elbing ekkor a németek vonalának bal oldalán haladt a Hamburggal és a Rostockkal. A Westfalen csatahajó nyitott elsőként tüzet, röviddel rá pedig az Elbing és a két másik cirkáló, valamint a Nassau és Rheinland csatahajók. A brit rombolók torpedókat lőttek ki, melyek a német cirkálókat jobb oldalra való kitérésre kényszerítették, aminek révén pont a csatahajók elé kerültek. Az Elbing a Nassau és a Posen közé próbált bemanőverezni, de a Posenről csak akkor vették észre ezt a manővert, mikor már túl késő volt ahhoz, hogy elkerüljék az ütközést. Bár a Posen erősen kitért jobbra, így is nekiütközött az Elbing jobb oldali tatrészének. A cirkálón a vízvonal alatt keletkezett egy rés, mely előbb a jobb oldali géptermet árasztotta el vízzel és 18 fokos dőlést idézett elő. A dőlés miatt a víz a bal oldali gépterembe is bejutott, ami után a generátorok is leálltak. Ahogy a víz elöntötte ezt a géptermet is, a dőlés szöge csökkent. A mozgásképtelenné vált hajót nem fenyegette az elsüllyedés veszélye.
02:00-kor a S 53 jelű romboló átvette a legénység 477 tagját. A hajó parancsnoka, a tisztek és a legénység egy kisebb csoportja a hajón maradt és összeeszkábáltak egy vitorlát, aminek segítségével közelebb próbáltak jutni a partokhoz, de 03:00-kor brit rombolókat pillantottak meg déli irányban és ezért kiadták a parancsot a hajó elsüllyesztésére és élesítették a robbanótölteteket, majd a hajó kutterébe szállva visszaindultak a támaszpontjukra. Útközben kimentették a Tipperary hajóorvosát. 07:00-kor találkoztak egy holland halászhajóval, mely felvette és Hollandiába vitte őket.
A csata során az Elbing 230 darab 15 cm-es gránátot és egy darab torpedót lőtt ki és számos találatot ért el. Legénységéből 4 fő veszítette életét és 12 fő szenvedett sebesüléseket.

## Fordítás
- Ez a szócikk részben vagy egészben  a   SMS Elbing című angol Wikipédia-szócikk ezen változatának fordításán alapul.  Az eredeti cikk szerkesztőit annak laptörténete sorolja fel. Ez a jelzés csupán a megfogalmazás eredetét és a szerzői jogokat jelzi, nem szolgál a cikkben szereplő információk forrásmegjelöléseként.